# Batu Langka Kecil
Batu Langka Kecil is een bestuurslaag in het regentschap Kampar van de provincie Riau, Indonesië. Batu Langka Kecil telt 1673 inwoners (volkstelling 2010).